# Liste von Kunstwerken im öffentlichen Raum in Grenchen
Dies ist eine Liste von Kunstwerken im öffentlichen Raum in Grenchen. Sie enthält öffentlich zugängliche Objekte in Grenchen (Kanton Solothurn, Schweiz).
| Foto                                                                     |                 | Objekt                                           |  | Typ                   |  |                           | Teil von             | Standort                      | Künstler             | Datierung | Beschreibung                                              |
| ------------------------------------------------------------------------ | --------------- | ------------------------------------------------ |  | --------------------- |  | ------------------------- | -------------------- | ----------------------------- | -------------------- | --------- | --------------------------------------------------------- |
| Schreitende Figur                                                        | Datei hochladen | Schreitende Figur                                |  | Skulptur Beton        |  |                           |                      | Sportstrasse                  | Peter Travaglini     | 1990      |                                                           |
| Ikarus                                                                   | Datei hochladen | Ikarus                                           |  | Statue Eisen          |  |                           | Flughafen Grenchen   | Flughafenstrasse ·            | Marcel Niederhauser  | 1991      | Grösse: 5,4 m                                             |
| Sweet Little Sixteen                                                     | Datei hochladen | Sweet Little Sixteen                             |  |                       |  |                           |                      | Sportstrasse 2 ·              | Carlo Borer          | 1990      |                                                           |
| Mazzini Statue                                                           | Datei hochladen | Mazzini Statue                                   |  | Büste                 |  |                           |                      | Kirchstrasse                  |                      | 1954      |                                                           |
| BW                                                                       | Datei hochladen | Konstruktion 1937                                |  |                       |  |                           | Parktheater Grenchen | Lindenstrasse 41 ·            | Max Bill             | 1959      | versetzt 1995                                             |
| Tag und Nacht                                                            | Datei hochladen | Tag und Nacht                                    |  |                       |  |                           |                      | Lindenstrasse                 | Marc Reist           | 1997      |                                                           |
| Structures                                                               | Datei hochladen | Structures                                       |  |                       |  |                           |                      | Solothurnstrasse              | Marc Reist           | 2012      |                                                           |
|                                                                          | Datei hochladen | Vorlage:WLPA-CH-Zeile name= ist Pflichtparameter |  | Brunnen               |  | Brunnen                   |                      | Koordinaten fehlen! Hilf mit. |                      |           |                                                           |
| Entblössung der behüteten Zeit                                           | Datei hochladen | Entblössung der behüteten Zeit                   |  | Skulptur              |  |                           |                      | Schild-Ruststrasse            | Peter Travaglini     | 1978      |                                                           |
| Weltkugel                                                                | Datei hochladen | Weltkugel                                        |  |                       |  |                           |                      | Koordinaten fehlen! Hilf mit. | Hanspeter Schumacher | 1995      |                                                           |
|                                                                          | Datei hochladen | Vorlage:WLPA-CH-Zeile name= ist Pflichtparameter |  |                       |  |                           | Kunsthaus Grenchen   | Koordinaten fehlen! Hilf mit. | Oscar Wiggli         |           |                                                           |
|                                                                          | Datei hochladen | Vorlage:WLPA-CH-Zeile name= ist Pflichtparameter |  | Kreiselkunst          |  | Verkehrskreisel           |                      | Schild-Ruststrasse            |                      |           |                                                           |
| Seelenflügel                                                             | Datei hochladen | Seelenflügel                                     |  |                       |  |                           |                      | Solothurnstrasse              | Hanspeter Schumacher | 1996      |                                                           |
|                                                                          | Datei hochladen | In sich geschlossenes Gespaltensein              |  | Bronze                |  |                           | Schulhaus Eichholz   | Koordinaten fehlen! Hilf mit. | Oscar Wiggli         | vor 1968  |                                                           |
| Drei Figuren von Peter Travaglini 1993 im Hintergrund rechts (Foto 2016) | Datei hochladen | Drei Figuren                                     |  | Statuengruppe         |  |                           |                      | Koordinaten fehlen! Hilf mit. | Peter Travaglini     | 1993      |                                                           |
| BW                                                                       | Datei hochladen | Grenchner Oetzi                                  |  | Statue Eisen          |  |                           |                      | Solothurnstrasse 161/163 ·    | Marcel Niederhauser  | 1997      |                                                           |
| BW                                                                       | Datei hochladen | Fresko                                           |  | Wandbild              |  |                           |                      | Solothurnstrasse 159 ·        | Paul Stauffer        | 1954      |                                                           |
|                                                                          | Datei hochladen | Vorlage:WLPA-CH-Zeile name= ist Pflichtparameter |  | Aluminium             |  |                           | Ebosahaus            | Kapellstrasse                 | Remo Rossi           | 1958      |                                                           |
|                                                                          | Datei hochladen | Teerfass                                         |  | Brunnen Stein         |  | Brunnen                   |                      | Koordinaten fehlen! Hilf mit. | Fritz Flury          |           | ursprünglich neben dem Werk von Max Bill beim Parktheater |
|                                                                          | Datei hochladen | Blumenweg                                        |  |                       |  |                           |                      | Storchengasse                 | Peter Travaglini     |           |                                                           |
|                                                                          | Datei hochladen | Langiewicz-Denkmal                               |  | Metallplastik         |  |                           |                      | Koordinaten fehlen! Hilf mit. | Zygmunt Stankiewicz  | 1965      | Denkmal für Marian Langiewicz (1827–1887)                 |
| Knoten                                                                   | Datei hochladen | Knoten                                           |  |                       |  |                           | Kunsthaus Grenchen   | Koordinaten fehlen! Hilf mit. | Heiko Schütz         | 1990      |                                                           |
| BW                                                                       | Datei hochladen | Hermann Obrecht Denkmal                          |  | Statue, Denkmal       |  | Denkmal                   | Lindenpark           | Lindenstrasse ·               | Ernst Suter          | 1959      | Denkmal für Hermann Obrecht (1882–1940), gereinigt 2013   |
| Willi Ritschard Gedenktafel                                              | Datei hochladen | Willi Ritschard Gedenktafel                      |  | Denkmal               |  | Denkmal                   |                      | ·                             | FF                   | 1984      | Denkmal für Willi Ritschard (1918–1983)                   |
| Laure                                                                    | Datei hochladen | Laure                                            |  |                       |  |                           | Kunsthaus Grenchen   | Koordinaten fehlen! Hilf mit. | Heinz Schwarz        | 1980      |                                                           |
| F-104 Breitling Starfighters                                             | Datei hochladen | F-104 Breitling Starfighters                     |  | Denkmal, Kreiselkunst |  | Denkmal · Verkehrskreisel | Flughafen Grenchen   | ·                             |                      | 1999      | Entfernt nach 2016                                        |